# Deccanolestes
Deccanolestes és un gènere extint de mamífers de la família dels adapisoricúlids que visqueren al subcontinent indi durant el Cretaci superior. Se n'han trobat restes fòssils a l'Índia (Andhra Pradesh i Madhya Pradesh). A gener del 2023 se'n reconeixien tres espècies. La seva presència al Cretaci de l'Índia fa pensar que en aquest període els tribosfènides ja devien estar prenent el lloc dels mamífers arcaics dels continents meridionals, com ara els gondwanateris.